# Assemblea General de Guinea Equatorial
L'Assemblea General de Guinea Equatorial va ser el poder legislatiu de la Guinea Espanyola entre 1964 i 1968, durant el període de règim autònom. Va ser el primer cos legislatiu del territori guineà en el seu conjunt, ja que amb anterioritat cadascuna de les seves províncies tenia la seva pròpia diputació provincial.

## Història

### Antecedents
La Guinea Espanyola va ser transformada d'una colònia a una província el 30 de juliol de 1959. Una llei electoral va ser aprovada el 7 d'abril de 1960, creant dos diputacions provincials (de Fernando Poo i Riu Muni amb 8 i 10 membres respectivament, escollits la meitat per consells locals i l'altra meitat per corporacions). Al desembre de 1963 el Govern espanyol va sotmetre a referèndum entre la població d'aquestes dues províncies un projecte de Bases sobre Autonomia, que va ser aprovat per majoria aclaparant. En conseqüència, aquests territoris van ser dotats d'autonomia des de 1964, adoptant oficialment el nom de Guinea Equatorial, amb òrgans comuns a tot el territori (Assemblea General, Consell de Govern presidit per Bonifacio Ondó Edu i Comissari General) i mantenint-se els organismes propis de cada província.

### Funcionament de l'Assemblea General
Encara que el comissionat general nomenat pel govern espanyol tenia amplis poders, l'Assemblea General de Guinea Equatorial tenia considerable iniciativa per formular lleis i regulacions. Es componia dels membres d'ambdues Diputacions, la de la província de Fernando Poo i la de la Província de Riu Muni. Tenia la facultat d'escollir als Consellers (ministres) del Govern Autònom, elaborar lleis i aprovar el pressupost.
L'Assemblea General equatoguineana va ser presidida per Enrique Gori Molubela des de 1964 fins a juny de 1965, quan li va cedir el lloc a Federico Ngomo Nandong. La presidència de l'Assemblea General corresponia, per rotació anual, al president d'una i altra Diputació, començant pel de major edat.
L'Assemblea General va ser l'encarregada de determinar la composició de la delegació guineana per la Conferència Constitucional de Guinea Equatorial de 1967.
Després de la Independència de Guinea Equatorial, l'Assemblea General es va transformar en l'Assemblea Nacional de Guinea Equatorial.